# Dialakorodji
Dialakorodji, o soltanto Dialakoro, è un comune rurale del Mali facente parte del circondario di Kati, nella regione di Koulikoro.